# Dólar da Guiana
O dólar guianense ou guianês, oficialmente dólar da Guiana (código da moeda GYD), é a moeda da Guiana desde 1839. É normalmente abreviada com o símbolo do dólar $, ou em alternativa GY$ para distinguir de dólares de outros países. Desde 1955 que foi dividida em 100 centavos ou cêntimos, apesar de as moedas de centavos não serem utilizadas devido à inflação.

## História
O dólar foi introduzido em 1839. Era equivalente a 4 xelins e 2 pennys e substitui o florim a uma taxa de 1 dólar = 3⅛ florins.
Desde 1935, o dólar da Guiana Britânica era equivalente ao dólar das Índias Ocidentais Britânicas (BWI$). Produção de notas especialmente para a Guiana Britânica parou em 1942 e as notas locais foram substituídas por notas de BWI$, em 1951. Em 1955, foi criada uma unidade decimal do BWI$ e a cunhagem foi emitida em nome dos "Territórios Britânicos das Caraíbas, Grupo Ocidental". Em 1965, o dólar das Caraíbas (EC$) substituiu o BWI$ e circulou na Guiana Britânica durante um ano, até que, após a independência em 1966, foi introduzido o dólar guianense, em substituição do dólar das Caraíbas.

## Moedas
Depois da introdução do dólar, as moedas Britânicas regulares circulavam, juntamente com moedas de 2 e 4 pennys, também emitidas noutros pontos das Índias Ocidentais Britânicas. As moedas de 2 pennys emitidas em 1838, 1843 e 1848 tinham como padrão tipo o Maundy money, enquanto as moedas de 4 pennys suportam uma imagem da Britannia. Entre 1891 e 1916, moedas de 4 pennys foram emitidas especialmente para a "Guiana Britânica e Índias Ocidentais" e entre 1917 e 1945 para a "Guiana Britânica". 1916 também viu a primeira emissão de notas pelo Governo da Guiana Britânica, em valores de 1, 2, 5, 20 e 100 dólares.
Em 1966, foram introduzidas moedas no valor de 1, 5, 10, 25 e 50 centavos. As moedas de 1 e 5 centavos eram feitas em latão de níquel, e as outras moedas de cuproníquel . Em 1996, a inflação alta causou a introdução de moedas de 1, 5 e 10 dólares. As moedas de 1 e 5 dólares são feitas de cobre, enquanto as de 10 dólares são feitas de níquel e têm uma forma heptagonal equilateral-curvada.
| Denominação ($) | Emissão actual | Metal  | Forma      | Diâmetro | Borda    | Desenho no inverso | Desenho no reverso             |
| --------------- | -------------- | ------ | ---------- | -------- | -------- | ------------------ | ------------------------------ |
| 1 dólar         | 1999           | Cobre  | Circular   |          | Estriado | Valor, FAO         | Escudo nacional e nome do país |
| 5 dólares       | 1999           | Cobre  | Circular   |          | Estriado | Valor, FAO         | Escudo nacional e nome do país |
| 10 dólares      | 1999           | Níquel | Heptagonal |          | Estriado | Valor, FAO         | Escudo nacional e nome do país |

## Taxas de câmbio
- 1 EUR = 247,13 GYD (05 de novembro de 2020)
- 1 USD = 209,07 GYD (05 de novembro de 2020)
- 1 BRL = 37,83 GYD (05 de novembro de 2020)